# Barbarea bracteosa
Barbarea bracteosa là một loài thực vật có hoa trong họ Cải. Loài này được Guss. mô tả khoa học đầu tiên năm 1828.